# Công ty dịch vụ năng lượng
Công ty dịch vụ năng lượng (từ viết tắt: ESCO hoặc ESCo) là một doanh nghiệp thương mại cung cấp một loạt các giải pháp năng lượng toàn diện bao gồm thiết kế và thực hiện các dự án tiết kiệm năng lượng, bảo tồn năng lượng, cho thuê cơ sở hạ tầng năng lượng, phát điện và cung cấp năng lượng và quản lý rủi ro. Các Esco thực hiện phân tích chuyên sâu tài nguyên, thiết kế một giải pháp năng lượng hiệu quả, cài đặt các yếu tố cần thiết, và duy trì hệ thống để đảm bảo tiết kiệm năng lượng trong thời gian hoàn vốn. Các khoản tiết kiệm chi phí năng lượng thường được sử dụng để trả lại vốn đầu tư của dự án trong vòng 5 tới 20 năm, hoặc tái đầu tư vào xây dựng để cho phép cho việc nâng cấp vốn mà nếu không có thể không khả thi. Nếu dự án không mang lại lợi nhuận trên đầu tư, Esco thường chịu trách nhiệm trả tiền chênh lệch.

## Lịch sử

### Thời kỳ đầu
Sự bắt đầu của doanh nghiệp tiết kiệm năng lượng có thể là do cuộc khủng hoảng năng lượng cuối những năm 1970, như doanh nhân phát triển cách thức để chống lại sự gia tăng chi phí năng lượng. Một trong những ví dụ sớm nhất là công ty Time Energy ở Texas, đã giới thiệu một thiết bị tự động đóng ngắt nguồn sáng và các thiết bị khác để điều chỉnh việc sử dụng năng lượng. Lý do chính khiến sản phẩm ban đầu không bán được là bởi vì người dùng tiềm năng nghi ngờ rằng các khoản tiết kiệm thực sự sẽ không hiện thực. Để chống lại điều nghi ngờ này, công ty đã quyết định cài đặt trước các thiết bị và đòi một tỷ lệ phần trăm của các khoản tiết kiệm tích lũy được. Kết quả này là cơ sở cho mô hình ESCO. Thông qua quá trình này, công ty đạt được doanh số bán hàng cao hơn và lợi nhuận nhiều do các khoản tiết kiệm được là lớn.

### Tăng trưởng công nghiệp qua các năm 1970 và 1980
Vì nhiều nhà kinh doanh thấy thị trường này phát triển nên nhiều công ty đã tạo ra. Làn sóng đầu tiên của các ESCO thường là bộ phận nhỏ của các công ty năng lượng lớn hoặc các công ty độc lập nhỏ mới nổi. Tuy nhiên, sau khi cuộc khủng hoảng năng lượng đã kết thúc, các công ty đã tận dụng rất ít khách hàng tiềm năng để thực hiện các dự án tiết kiệm năng lượng, chi phí thấp hơn năng lượng. Điều này ngăn cản sự phát triển có kinh nghiệm trong cuối những năm 1970 tiếp tục. Ngành công nghiệp tăng trưởng chậm thông qua năm 1970 và 1980, được thúc đẩy bởi các công ty chuyên môn như Hospital Efficiency Corporation (HEC Inc.), được thành lập vào năm 1982 để tập trung vào lĩnh vực năng lượng y tế chuyên sâu. HEC Inc, sau đó được đổi tên thành Select Energy Services, được mua lại vào năm 1990 bởi Northeast Utilities, và được bán trong năm 2006 cho Ameresco 

### Các năm 1990: Các công ty tiện ích và năng lượng hợp nhất trở thành các tay chơi lớn
Với việc tăng chi phí năng lượng và sự sẵn có của các công nghệ hiệu quả trong chiếu sáng, HVAC (sưởi ấm, thông gió và điều hòa không khí) và quản lý năng lượng tòa nhà, các dự án ESCO đã trở nên phổ biến hơn. Thuật ngữ ESCO cũng đã trở nên được biết đến rộng rãi trong số các khách hàng tiềm năng đang tìm kiếm hoặc là để nâng cấp hệ thống tòa nhà đã lỗi thời và cần phải được thay thế của họ, hoặc cho việc nâng cấp các trường đại học và nhà máy năng lượng cấp quận.
Với việc bãi bỏ quy định trên các thị trường năng lượng của Mỹ trong những năm 1990, kinh doanh dịch vụ năng lượng đã chứng kiến một sự gia tăng nhanh chóng. Các công ty tiện ích, mà trong nhiều thập kỷ đã có được nơi trú ẩn của độc quyền với lợi nhuận được đảm bảo trong đầu tư nhà máy điện, bây giờ phải cạnh tranh để cung cấp điện cho các khách hàng lớn nhất của họ. Bây giờ họ nhìn vào dịch vụ năng lượng như một ngành nghề kinh doanh tiềm năng mới để giữ chân khách hàng lớn hiện có. Ngoài ra, với những cơ hội mới ở phía bên cung cấp, nhiều công ty dịch vụ năng lượng (ESCO) bắt đầu mở rộng vào thị trường phát điện, xây dựng nhà máy điện cấp quận, bao gồm cả cơ sở đồng phát điện trong các dự án hiệu quả. Ví dụ, vào tháng 11 năm 1996 BGA, Inc., trước đây là một công ty tư vấn và hợp đồng hiệu suất năng lượng tư nhân đã được mua lại bởi TECO Energy, Inc., và năm 2004 đã được mua lại bởi Chevron Corporation. Năm 1998, BGA bước vào kinh doanh nhà máy năng lượng cấp quận, hoàn thành xây dựng nhà máy làm lạnh cấp quận được làm chủ và vận hành bởi bên thứ 3 đầu tiên ở Florida.

### Thập kỷ của những năm 2000: Hợp nhất, sự tháo chạy của một số công ty tiện ích
Với sự sụp đổ của Enron vào năm 2001 và sự lúng túng hay chống lại các nỗ lực bãi bỏ quy định, nhiều công ty tiện ích đã đóng cửa hoặc bán doanh nghiệp dịch vụ năng lượng của họ. Có một củng cố đáng kể trong các công ty độc lập còn lại. Theo nhóm công nghiệp NAESCO, doanh thu của các ESCO Hoa Kỳ tăng 22% trong năm 2006, đạt 3,6 tỷ USD. Hiện nay, công ty dịch vụ năng lượng độc lập lớn nhất là Ameresco 

#### Ameresco
Ameresco, một công ty ESCO được thành lập bởi các cựu binh thị trường trong năm 2000, vẫn là ESCO độc lập lớn nhất. Trong thập kỷ 2000 Ameresco đã tăng trưởng bằng cách mua hai ESCO nhỏ độc lập và các bộ phận dịch vụ năng lượng của các công ty tiện ích:
- Citizen's Conservation Services năm 2000[11]
- DukeSolutions, được mua từ Duke Energy năm 2002
- Enertech, được mua từ LG & E Energy năm 2003
- E·Three năm 2003
- Planergy Housing năm 2004
- Select Energy Services, được mua từ Northeast Utilities năm 2006[12]
- Southwest Photovoltaic vào năm 2007
- Global Energy vào năm 2007

Trong một phát triển song song, các nhà cung cấp công nghệ lớn đã mua lại các ESCO độc lập mạnh, và sử dụng mô hình ESCO là tàu bán hàng và tiếp thị để cho phép các tùy chọn tài chính linh hoạt đối với các sản phẩm và dịch vụ của họ.

#### Honeywell Building Solutions SES
Honeywell Building Solutions SES đã hoàn thành hơn 4.000 dự án tiết kiệm năng lượng, với các chuyên môn hệ thống nhà máy phát điện trung tâm, tính bền vững, thiết kế tích hợp, chiếu sáng tự nhiên, lựa chọn vật liệu, chất lượng môi trường trong nhà, và quản lý các cơ sở chuyên môn. Trong năm 2006, Honeywell mua lại tập đoàn dịch vụ năng lượng của Sempra Generation..
Sempre Energy Services đã có một lịch sử lâu dài trong thị trường dịch vụ năng lượng:
- Năm 1997, Enova Energy đã sáp nhập với Pacific Enterprises để hình thành Energy Pacific, sau đó đổi tên thành Sempra Energy
- Năm 1998, Energy Pacific mua lại CES/Way International Inc., mà sau đó là công ty dịch vụ năng lượng độc lập lớn nhất Hoa Kỳ với chính phủ liên bang và các hợp đồng tổ chức.[14][15]
- Năm 1998, Sempra Energy Solutions đã giành một giải thưởng khu vực phía Tây Super-ESPC  của DOE, và chi nhánh tại Houston của CES/Way International, một công ty con của Sempra Energy Solutions đã giành được một giải thưởng tại khu vực Đông Nam của DOE. Sempra Energy và CES/Way hiện đang có khoảng 75 triệu USD hợp đồng hiệu suất nămg lượng với các cơ sở chính phủ liên bang.
- Năm 1999, Sempra Energy công bố một hợp đồng dịch vụ năng lượng toàn diện với Lockheed Martin Corp [16]

#### Carrier
Trong tháng 11 năm 2008, Carrier mua Noresco, một trong những ESCO độc lập cuối cùng của Mỹ, trước đây là công ty con của Equitable Resources Inc.

#### Chevron Energy Services
Với việc mua lại đơn vị PG&E Energy Services vào năm 2000, Chevron Energy Services đã trở thành công ty năng lượng đầu tiên vào thị trường Esco.

## Công ty dịch vụ năng lượng hoạt động như thế nào

### Các phương pháp theo dõi tiết kiệm năng lượng

Bảng các lựa chọn IPMVP: Xác định các tiết kiệm năng lượng

Sau khi lắp đặt các biện pháp bảo tồn năng lượng (ECM), các ESCO thường xác định các khoản tiết kiệm năng lượng do dự án và trình bày kết quả tiết kiệm cho khách hàng của họ. Một cách phổ biến để tính toán tiết kiệm năng lượng là để đo dòng chảy năng lượng kết hợp với ECM, và sau đó áp dụng tính toán bảng tính để xác định tiết kiệm. Ví dụ, một thiết bị làm lạnh cho thêm sẽ yêu cầu đo lường của nguồn cung cấp nước lạnh, nhiệt độ đạt được và công suất tiêu thụ (kW). Lợi ích của phương pháp này là các ECM bị cô lập và được coi là dòng chảy năng lượng duy nhất kết hợp với bản thân ECM.
Phương pháp này được mô tả là Lựa chọn A hoặc Lựa chọn B trong Chứng thư Xác nhận và Đo lường Hiệu quả Quốc tế (IPMVP). Bảng 1 trình bày các tùy chọn khác nhau. Một tùy chọn yêu cầu một số đo lường và cho phép ước tính của một số tham số. Lựa chọn B yêu cầu đo lường của tất cả các tham số. Trong cả hai lựa chọn, tính toán được thực hiện (thông thường trong bảng tính) để xác định những gì tiết kiệm năng lượng. Lựa chọn C sử dụng hóa đơn cung cấp tiện ích để xác định tiết kiệm năng lượng.
Có nhiều tình huống mà Lựa chọn A hoặc Lựa chọn B (Đo sáng và tính toán) là cách tiếp cận tốt nhất để đo tiết kiệm năng lượng, tuy nhiên, một số ESCO nhấn mạnh chỉ sử dụng Lựa chọn A hoặc Lựa chọn B khi rõ ràng Lựa chọn C sẽ là thích hợp nhất. Nếu Esco là một nhà thầu chiếu sáng, thì sau đó Lựa chọn A nên làm việc trong mọi trường hợp. Đo địa điểm cố định trước và sau khi thoả thuận giờ hoạt động, và tính toán đơn giản có thể được chèn vào một bảng tính mà có thể tính toán tiết kiệm. Cùng một bảng tính có thể được sử dụng hơn và hơn. Tuy nhiên, đối với các ESCO cung cấp một loạt các trang bị lại khác nhau, nó là cần thiết để có thể sử dụng tất cả các tùy chọn để lựa chọn tốt nhất có thể được lựa chọn cho từng công việc cá nhân. Các trang bị lại hệ thống điều khiển, hoặc các trang bị lại hệ thống HVAC thường được là ứng viên xuất sắc cho Lựa chọn C.
Sau khi lắp đặt các biện pháp bảo tồn năng lượng (ECM), tiết kiệm được tạo ra từ dự án phải được xác định. Quá trình này, được gọi là đo lường và xác nhận (M&V), thường xuyên được thực hiện bởi các Esco, nhưng cũng có thể được thực hiện bởi khách hàng hoặc bên thứ ba. Chứng thư Xác nhận và Đo lường Hiệu suất Quốc tế (IPMVP) là tiêu chuẩn hướng dẫn M&V để xác định tiết kiệm thực tế được tạo ra bởi một chương trình quản lý năng lượng. Vì tiết kiệm nghĩa là không sử dụng năng lượng, chúng không thể được đo trực tiếp. IPMVP cung cấp 4 phương pháp để sử dụng đo lường đáng tin cậy xác định tiết kiệm thực tế. Một kế hoạch áp dụng thích hợp nhất trong 4 phương pháp chung cho một dự án cụ thể thường được tạo ra và được sự thoả thuận của tất cả các bên trước khi thực hiện các ECM.
IPMVP Lựa chọn A - Tân trang cách ly: Các thông số đo lường 
tiết kiệm được xác định bởi lĩnh vực đo lường các tham số hiệu suất chính trong đó xác định việc sử dụng năng lượng của hệ thống bị ảnh hưởng của ECM. Tham số không được chọn để đo lường lĩnh vực được ước tính.
IPMVP Lựa chọn B - Tân trang cách ly: Tất cả các thông số đo lường 
Tiết kiệm được xác định bằng cách đo lường lĩnh vực sử dụng năng lượng của hệ thống bị ảnh hưởng bởi ECM.
IPMVP Lựa chọn C - Toàn bộ Cơ sở 
Tiết kiệm được xác định bằng cách đo sử dụng năng lượng tại toàn bộ cơ sở hoặc cấp cơ sở phụ.
IPMVP Lựa chọn D - Mô phỏng hiệu chuẩn 
Tiết kiệm được xác định thông qua mô phỏng việc sử dụng năng lượng của cơ sở, hoặc của một cơ sở phụ. Các mô hình mô phỏng phải được hiệu chuẩn để dự đoán một khoảng dữ liệu thực tế đồng hồ tính tiền phù hợp của mô hình năng lượng.
Bảng 1 cung cấp các tùy chọn IPMVP đề xuất cho các đặc điểm dự án khác nhau. Đối với từng dự án, một cách tiếp cận M&V cân bằng sự không chắc chắn tiết kiệm đạt được và chi phí của kế hoạch M&V cần được lựa chọn. Một số chương trình bao gồm phương pháp xác minh chỉ ngắn hạn và những người khác bao gồm các phép đo lặp đi lặp lại một thời gian dài. Bởi vì các chi phí của việc xác định số tiền tiết kiệm đạt được làm xói mòn lợi ích của bản thân các khoản tiết kiệm, IPMVP cho rằng không nên chi tiêu nhiều hơn 10% các khoản tiết kiệm dự kiến cho M&V. Thường thì phương pháp tiếp cận M&V đi kèm với giám sát, hỗ trợ, hoặc các dịch vụ bảo trì giúp đạt được hoặc bảo đảm thực hiện tiết kiệm. Các chi phí này không nên được coi là chi phí M&V và tùy thuộc vào các dự án và dịch vụ chi tiết, rất có thể vượt quá 10% các khoản tiết kiệm.

### Phát triển một dự án
Các dự án tiết kiệm năng lượng thường bắt đầu với sự phát triển của ý tưởng rằng sẽ tạo ra các khoản tiết kiệm năng lượng và rồi đến lượt tiết kiệm chi phí. Nhiệm vụ này thường là trách nhiệm của ESCO. ESCO thường tiếp cận khách hàng tiềm năng với một đề nghị về một dự án tiết kiệm năng lượng và một hợp đồng hiệu suất. Esco này được cho là "dẫn dắt" dự án. Một khi chủ sở hữu đã nhận thức về sự cần thiết của một dự án tiết kiệm năng lượng, ông ta hay bà ta có thể chọn cho đấu thầu, hoặc chỉ định thầu cho ESCO ban đầu. Trong giai đoạn nghiên cứu và điều tra ban đầu, một kiểm toán viên năng lượng từ ESCO này điều tra các vị trí và đánh giá các hệ thống của dự án để xác định các lĩnh vực tiết kiệm chi phí có tính khả thi, thường là miễn phí cho khách hàng. Việc này gọi là kiểm toán năng lượng, và giai đoạn này thường được gọi là nghiên cứu khả thi. Một giả thuyết của dự án tiềm năng được phát triển bởi khách hàng và kiểm toán viên, và sau đó, đội ngũ phát triển kỹ thuật của ESCO mở rộng thêm và biên dịch các giải pháp.
Giai đoạn tiếp theo được gọi là giai đoạn thiết kế kỹ thuật, trong đó tiếp tục xác định các dự án và có thể cung cấp chi phí cứng và ước tính tiết kiệm. Các kỹ sư chịu trách nhiệm cho việc tạo ra các biện pháp chi phí-hiệu quả để có được những tiềm năng cao nhất của tiết kiệm năng lượng. Những biện pháp này có thể dao động từ chiếu sáng hiệu quả cao và nâng cấp điều hòa/sưởi ấm không khí cho tới các động cơ hiệu suất hơn với dẫn động biến tốc và các hệ thống quản lý năng lượng tập trung . Có một mảng rộng các biện pháp có thể tạo ra tiết kiệm năng lượng lớn.
Một khi dự án đã được phát triển và hợp đồng hiệu suất đã được ký, giai đoạn thực hiện bắt đầu. Sau khi hoàn thành giai đoạn này, giai đoạn theo dõi và bảo trì hoặc đo lường và xác minh (M&V) bắt đầu. Giai đoạn này là việc xác minh của các tính toán trước xây dựng và được sử dụng để xác định tiết kiệm chi phí thực tế. Giai đoạn này không phải lúc nào cũng bao gồm trong thực hiện hợp đồng. Trong thực tế, có ba lựa chọn chủ sở hữu phải xem xét trong quá trình đánh giá thực hiện hợp đồng  Các tùy chọn này, từ rẻ tiền nhất đến đắt tiền nhất. 
- Không có bảo hành nào khác hơn là bảo hành được cung cấp trên thiết bị
- ESCO cung cấp M&V để hiển thị tiết kiệm năng lượng dự kiến trong một thời gian ngắn sau khi hoàn thành
- ESCO cung cấp M&V để hiển thị tiết kiệm năng lượng dự kiến trong toàn bộ thời gian hoàn vốn

Một giao dịch điển hình liên quan đến tiền ESCO vay để mua thiết bị hoặc để thực hiện tiết kiệm năng lượng cho khách hàng của nó. Khách hàng trả ESCO chi phí năng lượng thông thường (hoặc một phần lớn) của nó, nhưng tiết kiệm năng lượng cho phép ESCO chỉ phải trả một phần nhỏ trong số đó cho nhà cung cấp năng lượng của họ. Khoản chênh lệch được dùng để trả lãi vay và lợi nhuận. Thông thường, các ESCO có thể thực hiện và tài trợ cho những cải tiến hiệu quả tốt hơn khách hàng của họ tự cải tiến.

### Chọn một ESCO
Một khi dự án đã được xác định, nhưng trước khi phần lớn các công việc kỹ thuật đã được hoàn thành, nó có thể là cần thiết để chọn một ESCO bằng cách đưa mời thầu dự án. Điều này thường là trường hợp khi khách hàng đã tự mình phát triển dự án hoặc được yêu cầu để cho phép những người khác để chào giá trên công việc theo yêu cầu của chính phủ. Sau đó là trường hợp trên bất kỳ nhà nước, dự án liên bang tài trợ. Quá trình tiêu biểu bao gồm một Yêu cầu Trình độ chuyên môn (RFQ), trong đó ESCO quan tâm nộp hồ sơ đấu thầu của công ty, hồ sơ kinh doanh, kinh nghiệm, và kế hoạch ban đầu. Một khi nhận được, khách hàng tạo ra một "danh sách ngắn" khoảng 3-5 công ty. Danh sách này được các công ty có hồ sơ cá nhân cho dự án phù hợp nhất với những ý tưởng của chủ sở hữu trong RFQ. Khách hàng sau đó yêu cầu cho một Yêu cầu Đề xuất (RFP) là một lời giải thích chi tiết hơn về dự án. Tài liệu này chứa tất cả các biện pháp tiết kiệm chi phí, các sản phẩm, các kế hoạch M&V, và việc thực hiện hợp đồng. Khách hàng thường cho phép tối thiểu là sáu tuần để biên dịch các thông tin trước khi nó trình. Sau khi gửi, các đề xuất này sau đó được xem xét bởi các khách hàng, những người có thể tiến hành các cuộc phỏng vấn với người nộp đơn. Khách hàng sau đó lựa chọn ESCO trình bày các giải pháp tốt nhất có thể để các dự án năng lượng, được xác định bởi phía khách. ESCO tốt sẽ giúp các chủ sở hữu ghép tất cả các phần lại với nhau từ đầu đến cuối. Theo Liên minh dịch vụ năng lượng, một "ESCO đủ điều kiện có thể giúp bạn ghép các phần với nhau: 
- Xác định và đánh giá các cơ hội tiết kiệm năng lượng;
- Xây dựng các thiết kế kỹ thuật và thông số kỹ thuật;
- Quản lý các dự án từ thiết kế, lắp đặt đến giám sát;
- Sắp xếp tài chính;
- Đào tạo nhân viên của bạn và cung cấp dịch vụ bảo trì liên tục;
- Đảm bảo rằng tiết kiệm sẽ bao gồm tất cả chi phí của dự án "[2].

### Cách sử dụng các khoản tiết kiệm
Sau khi dự án hoàn thành ngay lập tức các kết quả tiết kiệm năng lượng (thường từ 15 đến 35%) và chi phí bảo trì dài hạn có thể được hoàn trả đối với vốn đầu tư nâng cấp hệ thống năng lượng. Điều này thường là cách mà các ESCO và hợp đồng hiệu quả làm việc. Việc thực hiện ban đầu đã xong, trong một ý nghĩa, miễn phí, thanh toán từ tỷ lệ phần trăm của các khoản tiết kiệm năng lượng được thu thập bởi một công ty tài chính hoặc ESCO. Các khách hàng cũng có thể sử dụng một số tiền đầu tư vốn thấp hơn tỷ lệ phần trăm trong thời gian hoàn vốn. Thời gian hoàn vốn có thể nằm trong khoảng 5-20 năm, tùy thuộc vào hợp đồng đàm phán. Hầu hết các dự án do nhà nước, liên bang tài trợ có hoàn vốn tối đa 15 năm. Một khi các thiết bị và dự án đã được thanh toán, khách hàng có thể được hưởng toàn bộ số tiền tiết kiệm để sử dụng theo ý muốn của họ. Nó cũng phổ biến cho thấy những cải thiện vốn lớn được tài trợ thông qua các dự án tiết kiệm năng lượng. Các nâng cấp hệ thống cơ khí/điện, các thành phần phần bao tòa nhà mới, hoặc thậm chí phục hồi và các tái trang bị có thể được bao gồm trong hợp đồng mặc dù chúng không có hiệu lực trên số tiền tiết kiệm năng lượng. Bằng cách sử dụng tiết kiệm năng lượng, khách hàng có thể đặt các quỹ một lần một khi được sử dụng để trả tiền cho năng lượng theo hướng cải thiện vốn mà nếu không sẽ không khả thi với sự tài trợ hiện đang được phân bổ.

## Chương trình liên bang Hoa Kỳ: "Super-ESPC"
Kể từ khi thành lập vào những năm 1990, một chương trình duy nhất của chính phủ Hoa Kỳ được gọi là "Super-ESPC" (ESPC là viết tắt của Hợp đồng Hiệu suất Tiết kiệm Năng lượng) chịu trách nhiệm với 2.9 tỉ USD trong các hợp đồng ESCO. Chương trình đã được sửa đổi và tái ủy quyền trong tháng 12 năm 2008, mười sáu công ty được trao các hợp đồng không xác định thời hạn giao hàng/không xác định số lượng (IDIQ), 5 tỉ USD mỗi hợp đồng, tổng giá trị tiềm năng các dự án tiết kiệm năng lượng là 80 tỉ USD.
Phân nhóm mười sáu công ty cung cấp một minh hoạ thuận tiện của cấu trúc ngành công nghiệp và cách thức mà công ty tạo ra giá trị thông qua các dự án sử dụng mô hình hợp đồng hiệu suất tiết kiệm năng lượng ESCO. Các công ty thiết bị sử dụng hợp đồng hiệu suất như là một kênh bán hàng cho các sản phẩm của họ. Chi nhánh công ty tiện ích cung cấp các dự án ESCO như là một dịch vụ giá trị gia tăng để thu hút và giữ chân khách hàng lớn và thường chỉ tập trung vào địa bàn tiện ích của họ. Công ty dịch vụ năng lượng không tiện ích là sản phẩm trung tính, có xu hướng để có một địa bàn lớn hơn, và thường cung cấp một loạt các dịch vụ từ các tái trang bị năng lượng để phát triển năng lượng tái tạo.
Công ty thiết bị liên kết 
- Carrier
- Honeywell Building Solutions SES
- Johnson Controls Government Systems, L.L.C.
- Schneider Electric
- Siemens Government Services, Inc.
- Trane U.S., Inc.

Công ty tiện ích liên kết
- ConEdison
- Constellation
- FPL Energy Services
- Pepco Energy Services

Công ty dịch vụ năng lượng không tiện ích 
- Ameresco
- The Benham Companies, LLC (SAIC Acquired)‏
- Chevron Energy Solutions
- Clark Energy Group LLC (formerly Clark Realty Builders, L.L.C.)
- Lockheed Martin Services, Inc.
- McKinstry

## ESCO 2.0
Vào tháng sáu 2005, GAO công bố một báo cáo, "Tiết kiệm năng lượng: Các hợp đồng hiệu suất đưa ra các lợi ích, nhưng sự thận trọng là cần thiết để bảo vệ các quan tâm của chính phủ." Văn phòng thư ký Theo Quốc phòng về Công nghệ, Thu nhận và Hậu cần đồng ý với những phát hiện của GAO. "Trong khi các hợp đồng phức tạp được cấu trúc để đảm bảo rằng tiết kiệm sẽ vượt quá chi phí", các DOD lưu ý, "chúng tôi nhận ra rằng đo lường của chúng tôi và các thủ tục xác minh phải được cải thiện để xác nhận các ước tính với các dữ liệu thực tế." Các  tiết kiệm chưa được kiểm tra, thường quy định chứ không phải là đã được chứng minh, không đặt nhiều dầu hơn trên mặt đất, hãy lấy CO2 khỏi không khí hoặc giảm ngân sách hoạt động.
Nghiên cứu ESPC của GAO đưa đến câu hỏi có hay không có đủ dữ liệu để chứng minh rằng lợi ích được cung cấp bởi các ESCO bền vững theo thời gian. Nghiên cứu thêm câu hỏi thực hành có các ESCO theo dõi và xác nhận việc thực hiện các dự án riêng của họ.
Trong thực tế, hầu hết các tòa nhà và các phương tiện thể hiện những hạn chế cơ bản giống nhau đối với bảo tồn năng lượng và bảo trì tối ưu. Nghiên cứu Liên bang Hoa Kỳ cho thấy rằng các hệ thống tòa nhà lớn và nhỏ thường không đáp ứng hiệu suất mong đợi, và các lỗi này thường không được chú ý theo thời gian. Các chức năng của một tòa nhà, số lượng người thuê nhà, và cấu hình của sự thay đổi không gian theo thời gian trong cách cư xử không lường trước được ảnh hưởng xấu đến các hệ thống kiểm soát hiệu suất tòa nhà.
Đáng ngạc nhiên, hầu như tất cả các tòa nhà, khu phức hợp xây dựng, và các hệ thống bên trong tòa nhà vẫn hoạt động trong một cách ngắt kết nối độc lập,. Độc quyền hệ thống kết quả trong các tòa nhà needlesly lãng phí năng lượng. Các nghiên cứu gần đây cho thấy rằng khoảng 30% tòa nhà được chứng nhận LEED Lưu trữ ngày 9 tháng 5 năm 2008 tại Wayback Machine thực hiện tốt hơn đáng kể hơn dự đoán, trong khi 25% thực hiện tệ hại so với dự kiến. Nói chung, các tòa nhà được  chứng nhận LEED thực hiện tốt hơn từ 25-30% so với các tòa nhà không được chứng nhận LEED liên quan đến việc sử dụng năng lượng. Cuối cùng là khó khăn hoặc không thể cho khách hàng để xây dựng một hình ảnh tích hợp đơn giản có liên quan sử dụng năng lượng và chi phí bảo trì để kiểm soát hiệu năng hệ thống, sử dụng không gian, các biện pháp bảo tồn, và hành vi của những người sử dụng không gian cơ sở.
Một hiện tượng gần đây hơn là các khái niệm về kết hợp các lợi ích của việc ký kết hợp đồng hiệu suất với những lợi ích của các tòa nhà xanh, được trìu mến gọi là "việc ký kết hợp đồng hiệu suất xanh". Lý do khái niệm này có ý nghĩa là bởi vì đối với các tòa nhà xanh, các điều kiện tiên quyết tốn kém nhất để đáp ứng thường là các yêu cầu hiệu quả năng lượng. Hệ thống xếp hạng LEED yêu cầu các tòa nhà được định chuẩn bằng cách sử dụng hệ thống EnergyStar của EPA. Điểm số tối thiểu để đáp ứng các điều kiện tiên quyết LEED là một số điểm là 75 hoặc lớn hơn (có nghĩa tòa nhà phải đạt trên 75 phần trăm của tòa nhà làm chuẩn). Kể từ khi thực hiện những nỗ lực ký kết hợp đồng để tìm tất cả các nguồn lãng phí năng lượng, sau đó một tòa nhà đã trải qua quá trình ký kết hợp đồng hiệu suất phải đáp ứng các điều kiện tiên quyết LEED.
Ký kết hợp đồng thực hiện xanh có thể được sử dụng để đạt được mục tiêu phát triển bền vững trong thiết kế và xây dựng các tòa nhà mới cũng như trong các tòa nhà hiện có. 
Tòa nhà xây mới: Các lựa chọn có hiệu quả cao hơn được so sánh với hiệu suất mô hình của tòa nhà kém hiệu quả như thiết kế. Áp dụng hợp đồng hiệu suất cho các tòa nhà được thiết kế và xây dựng là chữa bệnh hoàn hảo cho áp lực thoát ly tính hiệu quả và tính bền vững kiểu "kỹ sư cao giá" của các tòa nhà mới như chúng được thiết kế. Trong các tòa nhà mới, việc ký hợp đồng hiệu suất là cầu nối cho sự cách biệt giữa quan điểm chi phí ban đầu và quan điểm chi phí vòng đời bằng cách sử dụng tiết kiệm năng lượng dài hạn để chi trả cho sự gia tăng chi phí ban đầu của các biện pháp hiệu quả cao.
Tòa nhà hiện có: Ký kết hợp đồng hiệu suất xanh cung cấp một cơ chế để thực hiện và tài trợ cho các nâng cấp tính hiệu quả và tính bền vững của tòa nhà, bao gồm cả các vận hành được cải thiện. Hiệu suất tòa nhà bền vững đạt được tại các tòa nhà hiện tại có thể được thực hiện với chi phí hợp lý. Nếu cần thiết, các nâng cấp hệ thống hoặc tòa nhà có thể được trải ra theo thời gian và thực hiện khi đồng vốn trở nên có sẵn.
Ký kết hợp đồng hiệu suất xanh cung cấp các giải pháp tích hợp toàn diện cho một loạt các cải tiến xây dựng, vị trí và cơ sở hạ tầng, và nó cho phép các chủ sở hữu tòa nhà trả tiền cho những cải thiện tính bền vững tòa nhà này, bao gồm cải tiến vốn hoặc năng lượng tái tạo, với kinh phí trong ngân sách chi phí của tổ chức.
Kết quả là một tòa nhà thực hiện tốt hơn tất cả các quan hệ công chúng và lợi ích tiếp thị của các tòa nhà xanh.

### Tái trang bị
Các nghiên cứu cho thấy hầu như mọi ngôi nhà đều trong tình trạng hệ thống điều khiển không được lắp đặt đầy đủ, công suất làm lạnh và nóng quá mức, và không có khả năng để có được những dữ liệu cần thiết cho các người ra quyết định cấp cao hiểu một tòa nhà hoàn thiện thực sự là như thế nào. Viện Tiêu chuẩn và Công nghệ Quốc gia (NIST) thấy rằng một tòa nhà trung bình kéo dài chỉ có hai phần ba của cuộc sống dự báo của nó trước khi nó cần phải được thay thế hoặc trang bị thêm đáng kể. Thường thì lời giải thích cho cụm vấn đề này là việc trang bị tòa nhà không đầy đủ hoặc không đúng lúc bắt đầu vòng đời của tòa nhà. (trang bị tòa nhà là quá trình bắt đầu mà theo đó tất cả các hệ thống của tòa nhà mới được cấu hình và hiệu chuẩn ban đầu để tải chiếm chỗ của nó được đặt lên và chạy).
Theo NIST, thời gian cần thiết để trang bị cho tòa nhà là hiếm khi có sẵn, các khuyết tật và cơ hội bị bỏ qua, và tiềm năng hệ thống đi đến không thực hiện được. Hiệu suất thiết bị quá hạn và trình tự kiểm soát tự nhiên suy giảm, và hiệu suất không đạt tiêu chuẩn hoặc thậm chí các thất bại của hệ thống và các thành phần không được công nhận. Kết quả cuối cùng là gần như lãng phí mọi thứ, bao gồm năng lượng và chi phí bảo trì đáng kể.

### Đo lường độc lập và xác minh
Rất ít, nếu có, những yếu tố này là địa chỉ các công ty dịch vụ năng lượng hoặc thông qua các ESPC bởi vì các thông tin cần thiết để xác định những vấn đề thực sự là không bắt. Có một nhu cầu rõ ràng cho các giải pháp tích hợp cung cấp các loại trách nhiệm và minh bạch và rất nhiều "dữ liệu thực tế" - mà hiện tại đang thiếu trong quá trình ESPC. Những gì là cần thiết trong thực tế là một phương tiện độc lập liên tục theo dõi hiệu suất tòa nhà đạt hiệu suất cao điểm sớm hơn và duy trì hiệu suất cao điểm theo thời gian (như đại diện bởi trường vàng trong hình) mặc dù những thay đổi trong sử dụng, bảo trì, chi phí năng lượng, và hành vi người dùng.

### Các thành phần chính của ESCO 2.0
- Tích hợp thời gian thực và tính thấy được của các hệ thống quản lý tòa nhà, hệ thống đo lường phụ và các ứng dụng quản lý tài sản.
- Tự động, phân tích thời gian thực và báo cáo các chỉ số hoạt động quan trọng liên quan đến hoạt động hệ thống con, sử dụng năng lượng và quản lý bảo trì thiết bị.
- Khuyến cáo về sử dụng năng lượng và sàng lọc kết quả theo định hướng chương trình bảo dưỡng mà sẽ cho phép các mục tiêu giảm năng lượng được đáp ứng hoặc vượt quá.
- Giám sát các hệ thống con để tiếp tục mở rộng các nỗ lực bảo tồn năng lượng và cải tiến quản lý bảo trì giảm chi phí hơn nữa.
- Xác minh độc lập của chương trình ESCO và các biện pháp bảo tồn năng lượng (ECM) khác. Báo cáo vào Scorecard của OMB của Chính phủ Mỹ